# Ghosting (Band)
Ghosting ist eine deutsche Musikformation, die 1989 von Sascha Tayefeh gegründet und 2003 erstmal aufgelöst wurde. 2023 gab die Band ein exklusives Reunion-Konzert auf dem 30. Wave-Gotik-Treffen in Leipzig. Die frühen Werke der Band werden aufgrund der als düster wahrgenommenen Grundstimmung dem Dark-Wave-Umfeld zugeordnet. Später wurde der Stil durch Techno- und Trance-Elemente angereichert.

## Geschichte
Die Band wurde im Jahre 1989 in Koblenz gegründet und löste sich im Jahre 2003 auf. Der Einsatz von Synthesizern in Kombination mit klassizistischen Kompositionstechniken war stilprägend. Die Schaffensperiode der Band lässt sich stilistisch in vier deutlich unterscheidbare Phasen einteilen:
Nach Gründung der Band bis 1991 entstanden in der Ambient-Experimentelle Phase hauptsächlich melancholische und tragende Stücke, die am ehesten den frühen Werken von Coil, Dead Can Dance und Fad Gadget zuzuordnen sind. Die Stücke vermitteln Atmosphären und Stimmungen, vergleichbar mit dem modernen Ambient.
Ab 1992 bis 1995 erreichte in der Klassizistischen Phase, mit dem Album Songs From Fairyland (1994), und dem darauf folgenden, rein instrumentalen Album Enter My Crypt (1995) der Einfluss klassischer, vor allem aber romantischer Kompositionstechniken ihren Höhepunkt. Die Neuinterpretation des Liedes Revelge aus Des Knaben Wunderhorn (Mahler) ist ein deutlicher Hinweis für die Vorliebe für die Romantik.
In der folgenden Kommerziellen Phase bis 1996 wurde, mit dem Wechsel zu einem größeren Label, der Stil populärer und sowohl klassizistische, als auch Ambient-Stilelemente rückten in den Hintergrund. In diese Zeit fallen die Alben Lips Like Red (1995) und L'etat c'est moi (1996). Es folgte eine vierjährige, kreative Pause.
Nach der Schaffenspause folgte ab 2000 bis zur Trennung der Band im Jahr 2003 die Technoide Phase, welche durch deutliche Einflüsse des Techno geprägt war, vermischt sich mit allen früher angewandten Kompositions-Techniken.

## Diskographie
- 1989: Secret Books (Tape / Ghosting Office)
- 1990: Black Romantic  I (Tape / No Control Torture)
- 1991: Black Romantic  II (Tape / Glasnost Rec.)
- 1992: Enter My Crypt (Tape / Glasnost Rec.)
- 1992: Pure Romantic (Ghosting Office)
- 1992: Paranoia (Single / Glasnost Rec. / EFA)
- 1993: Romantic Death (Album / Glasnost Rec. / EFA)
- 1994: Songs From Fairyland (Album / Glasnost Rec. / EFA)
- 1995: Enter My Crypt (Album / Glasnost Rec. / EFA)
- 1995: Lips Like Red (Album / Synthetic Symphony / SPV)
- 1996: L'etat c'est moi (Album / Synthetic_Symphony / SPV)
- 2001: Der Magische Puls (Album / Alice in... / Nova Media)
- 2002: Disguised In Black (Album / Alice in... / Nova Media)
- 2019: Remake Sessions (Album / Absolution.NYC)
- 2020: The Flanders E.P. (E.P. / Alice in …)
- 2021: Black Romantic III (Album / Alice in …)
- 2021: Black Romantic IV (Album / Alice in …)